# Arkadiusz Gołaś

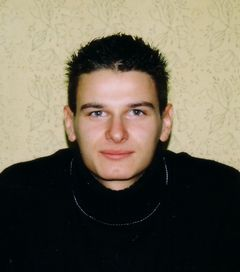
Arkadiusz Gołaś, 2003

Arkadiusz Gołaś (* 10. Mai 1981 in Przasnysz; † 16. September 2005 bei Griffen, Kärnten) war ein polnischer Volleyballspieler.

## Leben
Gołaś debütierte 2001 in der polnischen Nationalmannschaft. Mit ihr erreichte er 2002 bei der Weltmeisterschaft in Buenos Aires den neunten Rang. Zwei Jahre später belegte er beim olympischen Volleyballturnier mit seinem Team Rang fünf. Im September 2005 erreichte er bei der Europameisterschaft in Rom mit der Mannschaft das Viertelfinale. Gołaś stand zuletzt als Mittelblocker beim italienischen Spitzenklub Lube Banca Macerata unter Vertrag.
Am Morgen des 16. September 2005 verunglückte Gołaś auf dem Weg nach Italien tödlich. Seine Ehefrau (geheiratet am 21. Juli 2005 in Częstochowa) verlor auf der österreichischen Südautobahn (A2) die Kontrolle über ihr Fahrzeug und schleuderte in eine Lärmschutzwand. Gołaś erlitt bei dem Unfall tödliche Kopfverletzungen.